# Звездан Јовановић
Звездан Јовановић (Пећ, 19. јул 1965) бивши је припадник Јединице за специјалне операције који је осуђен на максималну казну затвора од 40 година као директни извршилац убиства председника Владе Републике Србије др Зорана Ђинђића. Јовановић је на почетку све признао, али је после порекао.

## Биографија
Јовановић је рођен у Пећи, у Метохији. Радио је као бравар. Године 1991. придружио се паравојним српским добровољачким јединицама Жељка Ражнатовића Аркана. Био је припадник Јединице за специјалне операције МУП-а Србије, прозваној „Црвене беретке“ у којој је стекао чин потпуковника. Био је активан у ратовима широм Југославије, а нарочито на Космету.

## Атентат на Зорана Ђинђића
Дана 12. марта 2003. године, Јовановић је, пуцајући из пушке „Хеклер & Кох” из зграде Завода за фотограметрију у Улици адмирала Гепрата у Београду, убио премијера Србије др Зорана Ђинђића. Први метак погодио је Ђинђића у срце, а други тешко ранио Ђинђићевог телохранитеља Милана Веруовића. Заједно са другим припадницима криминалне групе Земунски клан, Јовановић је побегао са места злочина, али је ухапшен 25. марта, током полицијске акције „Сабља”.
Упркос претходном признању да је извршио убиство премијера, Јовановић се на суђењу бранио ћутањем, а на крају поступка порекао да је убио Ђинђића. Дана 23. маја 2007. године, осуђен је на максималну казну од 40 година затвора. На једном од суочавања током процеса, Јовановић је изјавио, да је од стране специјалног тужиоца Јована Пријића и полицајаца Милета Новаковића и Родољуба Миловића, био приморан на свој првобитни исказ.